# VdB 47
vdB 47 è una nebulosa a riflessione associata ad una a emissione visibile nella costellazione del Toro.
Si individua con un potente telescopio amatoriale dotato di filtro adatto circa 2°20' in direzione nord rispetto alla brillante stella ζ Tauri, di magnitudine 3,17 e che rappresenta il corno meridionale del Toro; si tratta di una nube di gas che avvolge la stella HD 37387, una supergigante arancione di classe spettrale K1Ib posta a una distanza di 6500 anni luce, all'estremità interna del Braccio di Perseo. La nebulosa presenta un colore marcatamente arancione a causa della radiazione di questa stella e ha una temperatura effettiva di 4500 kelvin. La nube potrebbe essere associata alla regione di formazione stellare cui appartiene anche il maser DG 68 e la sorgente IRAS 05363+2317, assieme ad alcune sorgenti di onde radio.